# Microrégion de Passo Fundo
La microrégion de Passo Fundo est une des microrégions du Rio Grande do Sul appartenant à la mésorégion du Nord-Ouest du Rio Grande do Sul. Elle est formée par l'association de vingt-six municipalités. Elle recouvre une aire de 7 076,999 km2 pour une population de 320 691 habitants (IBGE - 2005). Sa densité est de 45,3 hab./km2. Son IDH est de 0,797 (PNUD/2000). Elle est limitrophe de l'État de Santa Catarina.

## Municipalités[1]
- Água Santa
- Camargo
- Casca
- Caseiros
- Charrua
- Ciríaco
- Coxilha
- David Canabarro
- Ernestina
- Gentil
- Ibiraiaras
- Marau
- Mato Castelhano
- Muliterno
- Nicolau Vergueiro
- Passo Fundo
- Pontão
- Ronda Alta
- Santa Cecília do Sul
- Santo Antônio do Palma
- São Domingos do Sul
- Sertão
- Tapejara
- Vanini
- Vila Lângaro
- Vila Maria

## Microrégions limitrophes
- Erechim
- Sananduva
- Soledade
- Não-Me-Toque
- Carazinho
- Frederico Westphalen
- Vacaria
- Guaporé